# Reacție Ivanov
Reacția Ivanov este o reacție organică a dianionilor (endiolați) acizilor aril-acetici (reactivi Ivanov) cu electrofili, în principal compuși carbonilici sau izocianați. Reacția a fost denumită după chimistul bulgar Dimitar Ivanov, descoperitorul reacției.